# ツァーリ
ツァーリ（ロシア語: царь）あるいはツァール（ブルガリア語、セルビア語、ウクライナ語：цар）は、ブルガリア・ロシアなどスラヴ語圏で使用された君主の称号。当初は、ギリシャ語の「バシレウス」と同様に東ローマ皇帝や聖書に登場する王を指す語であったが、やがて（大公の称号より上ではあるが皇帝の称号より下である）一部の国の王やハーンを指す語としても用いられるようになった。
ラテン語「カエサル」やギリシア語「カイサル」のスラヴ語形。そもそもはローマ皇帝やその継承者である東ローマ皇帝の有する称号として「カエサル」という語が用いられており、その称号を周辺の国家が用いたもの。その際に発音が変化して「ツァーリ」や「ツァール」となった。モスクワ大公らが用いたこの称号を西欧語において「王」と訳すか「皇帝」と訳すかについては中世ヨーロッパにおいても外交上の問題として議論があった。漢語においても「王」とも「皇帝」とも訳す｡ 民話においては、「善き王」を意味する。
なお、ツァーリの皇子は「ツァレーヴィチ」と呼称する。

## ブルガリアのツァール
ブルガリアのツァールは、第一次ブルガリア帝国のシメオン1世が東ローマの首都コンスタンティノポリスへ攻撃した際（侵入は失敗）、和平の条件の一つとして「皇帝」の称号を得たことによる、とされる。
これを足がかりにシメオンは「ブルガリア人とローマ人の皇帝」と称して、東ローマ皇帝の位を奪取することを目指したが果たせなかった。
しかし、その後も第二次ブルガリア帝国、ブルガリア王国においても君主の称号として用いられ続けた。

## ルーシのツァーリ
ツァーリの称号は、元々古代教会スラヴ語で神（天のツァーリ・正教会の祈祷文「天の王」が代表例の一つ）やローマや東ローマ皇帝（カエサルからツェザリ、省略形としてのツァーリへと変化）に対して使われていた。キエフ・ルーシで確認できる最初のツァーリの称号の使用は、11世紀のヤロスラフ賢公に対するそれである。もっともこれは自称ではなく、そう呼ばれていたことが分かっているだけである。
その後、断続的にツァーリの称号を付される君主たちが年代記上に現れている。上記以外には、聖ボリスとグレプ、大ムスチスラフとその子イジャスラフ、大ムスチスラフの孫のロマンがこの称号で呼ばれたことがある。しかし、そのことを以て、彼らが同時代の東ローマ皇帝や神聖ローマ皇帝と同じ位階を求めていたと考えるのは早計に過ぎる。この称号は聖職者が公に対して用いる東ローマ風な美辞麗句の一つだった。
しかし、モンゴル支配時代（モンゴル帝国）には、最初はカラコルムの大カーンに、次いでサライに君臨するジョチ・ウルスのハンを指して「ツァーリ」と称する用例が見られ始める。この時期、東ローマが「滅亡」（十字軍によるコンスタンティノープル陥落により、1261年に復活するまで東ローマにツァーリが存在しなかった）したと理解されたことも、これに拍車をかけたとされる。ただし、復活後には東ローマ皇帝にもこの称号は使用され続け、このように、ルーシでは2人の人物がツァーリと呼ばれていた。軌を一にして、ルーシ諸公にほとんどツァーリの称号が使用されなくなっていく。例外はトヴェリのミハイル、そしてヴォルィーニのウラジーミル、ハールィチのロマンだけである。
当時のツァーリのイメージは、かつての正式な君主号ではない美辞麗句の一つではなく、自分よりも上位に支配者を持たない君主に付された称号になっていた。このことについては、『イパーチー年代記』が説明している。そこでは、「ダニーロの父（ロマン）はツァーリだ」が、ダニーロはタタールに「膝を屈し、自分はタタールの従僕であるとハンの前で述べたこと」を理由として、ツァーリの誉れに値しないと記されている。
いずれにせよ、ハンが存在していた時期には、基本的にはハンだけがツァーリと呼ばれていた。その後、ハン国国家の弱体化がこの使用法に変化を及ぼすことになった。

## ロシアのツァーリ
モスクワでは、最初にこの称号で呼ばれたのは、ヴァシーリー2世である。ハン国の弱体化が進んでいたことに加えて、1438年 - 1439年のフェラーラ・フィレンツェ公会議にて、教会合同が調印されたことがその根本にあるとされる（のちに正教会側から無効とされた）。モスクワにとっては、合同への調印により、東ローマ皇帝と東ローマ教会は異端に陥ったと見なされた。以後、特に聖職者たちが、東ローマ的な意味でのツァーリの称号をモスクワの君主に使用していく。このように、15世紀後半からモスクワの君主たちがツァーリと呼ばれ、また自称していくにあたり、その起源は大きく2つ存在していたと考えられている。
1480年にモンゴルからの自立を果たしたイヴァン3世は、初めてツァーリの称号を使用し始めた。1547年からはロシア・ツァーリ国の時代となった。イヴァン4世は生神女就寝大聖堂において、ツァーリとして正式に戴冠を行い、外交文書においてもツァーリの称号を用いて各国君主、教皇などと外交交渉を行った。ただし、この段階では「全ルーシのツァーリにして大公」という形でこの称号は用いられており、かつてのローマ帝国、東ローマ帝国を志向した帝国というより、むしろキエフ・ルーシの延長上に自らの国家を位置づけていた。一方、ツァーリの称号にはノヴゴロドやプスコフが含まれるもののキエフやガーリチは含まれなかったため、モスクワのツァーリはキエフの権力を継承していないという説もある。この場合、モスクワ・ツァーリの継承したのはキエフではなく、ノヴゴロドに端を発する北東ルーシの権力であったとされる。
1721年、大北方戦争に勝利して祝賀ムードが高まる中、ロマノフ朝のツァーリであったピョートル1世は元老院（ピョートルの時代に創設）から、「インペラートル（Император）」、「祖国の父」、「大帝」といった称号を認められた。これは古代ローマ帝国の「インペラトル」由来の称号であり、インペラートルの理念はルーシ世界の統治を志向したツァーリの称号とは異なり、ロシア帝国の皇帝という意味合いの強いものであった。上記の西洋・東洋のツァーリを継承したという説に基づくと、ピョートルがインペラートルの称号を用い始めたことは、ロシアがユーラシア国家の枠組みからヨーロッパ国家の枠組みに変貌したことを意味している、と指摘されている。しかし、その後も歴代のインペラートルは、民衆にも馴染みの深いツァーリの称号も併せて使用し続けた。
ツァーリの称号は、1917年のロマノフ朝滅亡まで用いられた。ロシア革命で退位を余儀なくされ後に殺害されたニコライ2世が最後のツァーリであった。
帝政解消後も、ロシアの国内外では、強大な権限を有する旧ソ連およびロシア連邦の政治指導者らに対して「ツァーリ」という文学的形容が用いられる場合がある。また、人物以外でも、飛び抜けて巨大な物を「ツァーリ・○○（○○の「王様」）」の愛称で呼ぶことがある（この場合、民話での「ツァーリ」の用例にしたがって、「皇帝」ではなく「王様」と訳されることが多い）。著名なものは、クレムリンに展示されている巨大な大砲ツァーリ・プーシュカ、巨大な鐘ツァーリ・コロコル、ソビエト連邦が開発した史上最大の核爆弾ツァーリ・ボンバがある。

## ツァーリ国
ツァーリを君主として戴く国家をツァールストヴォ（英語: Tsardom ；ブルガリア語: Царство ；ロシア語: Царство）と呼ぶ。日本語訳は「王国」または「帝国」とする場合が多いが、本来はツァールストヴォはこれらとは別の国家体制である。ツァーリの称号がヨーロッパ世界において特殊な位置付けであるため、帝国・王国・大公国・公国といった既存の序列とは趣の異なる国家として規定されている。
一部の文献では、ツァールストヴォを指してツァーリ国あるいは皇国という翻訳を用いることがある。
ツァールストヴォと呼ばれる国家は、ツァーリ（ツァール）を君主号として用いた第二次ブルガリア帝国や第三次ブルガリア帝国（ブルガリア王国）と、1547年から1721年の間のロシア・ツァーリ国である。